# Kloster Riedera
Kloster Riedera war von 1804 bis 1816 ein Kloster der Trappistinnen in Essert FR und in Montévraz, Le Mouret, in der Schweiz.

## Geschichte
Als die 1798 aus dem Kloster Sembrancher ausgezogenen Trappistinnen 1803 von ihrer mehrjährigen Wanderung unter Abt Augustin de Lestrange zurückkamen (soweit sie nicht in Kloster Darfeld-Rosenthal geblieben waren oder schon vorher zur Gründung von Kloster Stapehill nach England übergesetzt hatten), stand Sembrancher nicht mehr zur Verfügung. Deshalb brachte sie Lestrange ab 1804 im Schloss La Grande Riedera, dann im Schloss Petite Riedera in Montévraz unter (oft auch: Riedra). Verwalter des Klosters war Augustin Pignard. Dem 1809 von Napoleon verfügten Verbot der Zisterzienser konnten die Nonnen dort entgehen. 1816 folgten sie der allgemeinen Rückwanderbewegung der Exilklöster, zuerst in die von Lestrange geplanten Klöster Forges und Frénouville, von dort schon 1817 nach Kloster Lyon-Vaise.